# Medelhavsdiet

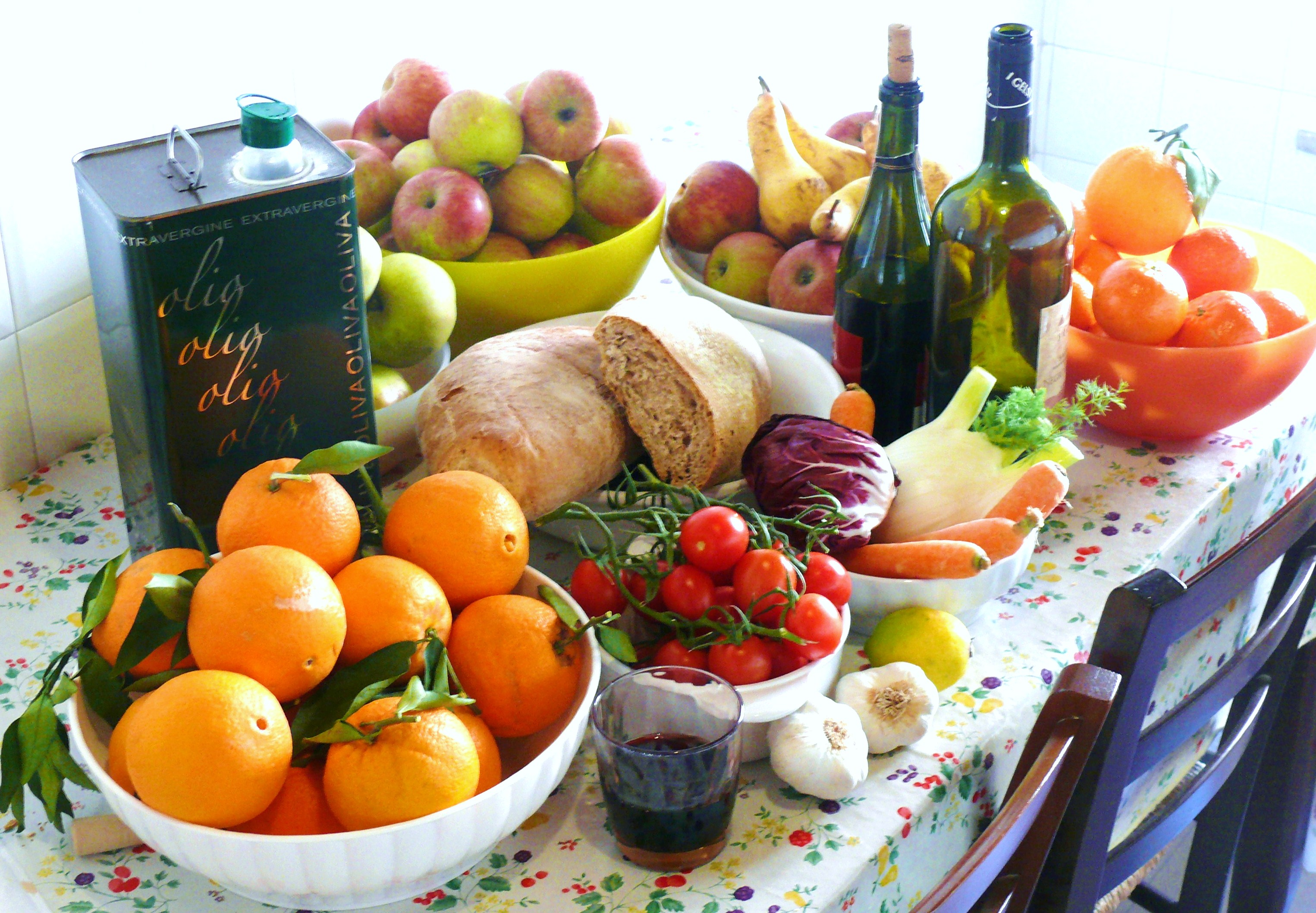
Ingredienser i italiensk medelhavsdiet.

Medelhavsdieten är en modern diet typisk för länder vid Medelhavet. Medelhavsdieten kännetecknas av en större mängd grönsaker, bönor, olivolja , vitt kött och fisk samt något mindre mängder rött kött ägg och mejeriprodukter. En måttlig alkoholkonsumtion är också vanlig.

## Hälsoeffekter
Medelhavsdieten har vetenskapligt stöd för att öka livslängden, främja hälsosamt åldrande och minska risken för hjärt-kärlsjukdomar.

### Viktminskning
En studie från 2008 som publicerades i The New England Journal of Medicine undersökte effekten av tre olika dieter: en diet med lågt kolhydratinnehåll, lågt fettinnehåll samt slutligen medelhavsdieten. Studien omfattade 322 deltagare och pågick under två år. Låg-kolhydrat och medelhavsdieten resulterade i en viktminskning på 5 respektive 4 kg. Dieten med lågt fettinnehåll medförde en viktminskning med 3 kg. Medelhavsdieten visade även mer positiva effekter på insulin och fasteglukos för de personer som hade diabetes i undersökningsgrupperna än de andra dieterna.